# کنارگویی
کنارگویی (انگلیسی: Aside) از اصطلاحات تئاتر و از فنّ‌ّهای نمایشی است.
کنارگویی صحبت‌هایی که توسط یکی از شخصیت‌های نمایش خطاب به تماشاگران ایراد می‌شود ولی، بنا بر قراردادهای تئاتری، ظاهراً سایر شخصیت‌های حاضر در صحنه آن را نمی‌شنوند.
با کنارگویی، معمولاً یکی از شخصیت‌ها با نگاه به تماشاچیان یا گفتن چیزی به آنها، تعجب خود از کار یا گفتهٔ شخصیت‌های دیگر نشان می‌دهد. 
پیوند ایجاد کردن بین دنیای نمایش و دنیای بیرون، از مزیت‌های کاربرد این روش است. این روش تا حدودی بیننده را از حال و هوای نمایشی بودنِ آنچه که می‌بیند درمی آورد و آن نمایش را هم بخشی از واقعیت می‌کند، در عین حال خودِ بیننده بخشی از نمایش می‌شود و با هر نگاه و حرف مستقیمی که خطاب به اوست، احساس می‌کند که یکی از همراهان نزدیک آن شخصیت است یا اصلاً خودِ آن شخصیت است.
برای نمونه در فیلم‌های «لورل و هاردی» هر وقت لورل کار مسخره‌ای را انجام می‌دهد، هاردی که خود را عاقل‌تر می‌داند با زُل زدن به دوربین، آگاه بودن خود از وجود بینندهٔ بیرونی را نشان می‌دهد، و در عین حال از او می‌خواهد تا با او احساس همدردی و همداستانی کند.
شخصیت اصلی داستان سریال ایرانی قهوهٔ تلخ نیز از کنارگویی استفاده زیادی می‌کند. این فن در مجموعهٔ شب‌های برره نیز رواج دارد.